# Siretul
Siretul Pașcani este o companie producătoare de textile din România.
Principalii acționari cunoscuți ai companiei sunt Scala Real Estate Iași, care controlează 32,97% din acțiuni, Euro Continental Invest, cu o deținere de 10,76% și SIF Transilvania (SIF3), cu o participație de 7,56%.
Acțiunile Siretul Pașcani se tranzacționează la a doua categorie a Bursei de Valori București (BVB), sub simbolul SRT.
Siretul Pașcani este una dintre puținele companii din România care nu lucrează în lohn.
Compania este specializată în producția de materiale textile și confecții din fibre sintetice, fiind cunoscută pe piața internă ca unul dintre principalii producători de perdele.
Între anii 2010 și 2014, compania s-a aflat în insolvență.

## Cifra de afaceri
- 2009: 11,5 mil. lei (2,7 mil. euro) [5]
- 2007: 15,9 milioane lei (4,7 milioane euro)[1]
- 2006: 21,3 milioane lei [1]